# ГАЗ-31029
ГАЗ-31029 «Волга» (простореч. названия «ослобык», «овцебык», «двадцать девятая», «баржа») — российский легковой автомобиль среднего класса, выпускавшийся Горьковским автозаводом с 1991 по 1997 годы. Представляет собой незавершённую модернизацию модели ГАЗ-24-10 (которая, в свою очередь, является модификацией модели ГАЗ-24 с обновлённой и упрощённой внешностью), обусловленную возникшей в 1990-х годах неопределённостью в сроках появления современного кузова автомобиля, ГАЗ-3103 (3105). Автомобиль имеет ту же заднюю часть кузова, что модель ГАЗ-3102 — но с месторасположением топливного бака и заливной горловины, аналогичными таковым у модели ГАЗ-24, и изменённую переднюю часть, с современной на тот период светотехникой. Окончательный внешний вид видоизменённый автомобиль приобрёл к 1997 году с появлением переходной комплектации 31029-330, появившейся на конвейере перед приходом 3110.

## История
История автомобиля ГАЗ-31029 началась за четверть века до его постановки на конвейер в марте 1991 года. Выпускавшийся с 1969 года ГАЗ-24 должен был быть заменён принципиально новым автомобилем к концу десятилетия. Однако уже к середине 1970-х, по различным причинам, связанным особенностями состояния советской экономики, было решено ограничиться глубокой модернизацией, сохраняя сердцевину кузова и многие узлы. Так появился ГАЗ-3102. Несмотря на свою «родословную», машина имела новые внешние панели с деформируемыми зонами, травмобезопасный современный салон, передние дисковые тормоза и многое другое. В 1978 году ГАЗ-3102 прошел сертификацию, но серийное производство тормозило отсутствие государственного заказа, а с 1981 года, когда пошли первые партии, массовый выпуск тормозился смежными производствами. Пока раскручивались мощности, автомобиль шёл на обслуживание правительственных гаражей, что совпало со снятием с производства лимузина ГАЗ-13 Чайка, который прекратили выпускать в 1981 году.

Потому что машины свежие шли в ЦК, там, пока мы не наладили всё как надо, драли три шкуры. Но, кроме двигателя всё подтянули. Тут пошло — «давайте больше!», оценили её. И 31-я Волга приобрела статус элитной, генеральской. Это значит, что и госаппарат на ней ездил. И тут нашему министру на самом высоком уровне было сказано буквально так: «Мы не позволим, чтобы автомобиль, на котором будут ездить чиновники и генералы, одновременно работал и в такси». И 31-ю модель придержали в количестве.
— Владимир Никитич Носаков — бывший руководитель легкового производства ГАЗа
Получилось, что автомобиль, проектировавшийся для массового производства, по уже политическим соображениям не смог дойти до основного конвейера. При этом смежные производства, которые первоначально тормозили его выпуск, к середине 1980-х вышли на заданный уровень, стандартный для ГАЗа — 70 тысяч автомобилей в год. Выходя из тупиковой ситуации, завод решил скрестить новую техническую начинку и выпускавшийся на тот момент массово кузов ГАЗ-24. Так появилась модель ГАЗ-24-10.

Опытный образец ГАЗ-24-10 1984 года

В 1984 году был разработан проект ГАЗ-24-10 с кузовными панелями от ГАЗ-3102. Однако запускать его решили не сразу, а в целях экономии оставили его «про запас», дав таким образом время конструкторам разработать новые ГАЗ-3103/3104/3105. Переход с ГАЗ-24 на ГАЗ-24-10 на конвейер завершился в начале 1986 года (универсал — в 1987-м). В это время СССР вступил в новую веху истории, эпоху перестройки, и если первоначально ГАЗ-24-10 удерживал эстафету как престижный автомобиль, то позднее ввозившиеся иномарки начали стремительно подрывать эту позицию. Одновременно начавшийся в этот период переход на рыночную экономику по-своему сказался на позиции «Волги», где её прежде всего стали ценить за практические качества, и поэтому спрос на автомобиль не падал, а наоборот, возрастал.
Все эти противоречивые процессы формировали дальнейшую линию завода относительно преемниц ГАЗ-24-10 и ГАЗ-3102, но политика продолжала влезать в процессы создания автомобиля. Нередкими были призывы купить лицензии за рубежом и отказаться от дорогостоящей разработки собственной линии 3103-05. А в 1988 году под эгидой «борьбы с привилегиями» по указу М. С. Горбачева был прекращен выпуск лимузина ГАЗ-14 Чайка. Конструкторы воспользовались этим несчастьем, чтобы протолкнуть проект ГАЗ-3105 под развитие, аргументируя простоем мощностей, что положило конец спорам о заграничной лицензии. Увы - ГАЗ-3105 был флагманом новой линейки, а разработки более массовых ГАЗ-3103 и ГАЗ-3104 убрали на второй план. В 1991 году штампы ГАЗ-24 пришли в окончательную негодность, в то время как половина штампов ГАЗ-3102, закупленных для массового выпуска, при её годовом тираже в 2-3 тысяч пылились от неиспользования. При этом спрос на машину продолжал расти. Либерализация советского строя к 1990 году сняла все формальные запреты на «Волгу». Автомобили поступили в свободную продажу, в том числе и некогда «закрытый» ГАЗ-3102.

## Создание автомобиля
В отличие от предыдущих поколений автомобилей «Волга», которые создавались как «автомобиль престижа», отображали прогресс советского автомобилестроения и могли успешно конкурировать на экспортном рынке с западными аналогами, ГАЗ-31029 создавался с единственной целью — временно обеспечить спрос на коммерческий автомобиль и прибыль заводу, которую он смог бы вложить в разрабатываемое семейство «Газель». Для этого ГАЗ пересмотрел приоритеты сборки: чтобы максимально ответить спросу на машину, конвейер требовалось разогнать более чем в два раза, сам автомобиль требовалось максимально упростить и удешевить, дабы снизить себестоимость выпуска.
В условиях износа производства и более устаревшей компоновки логичным смотрелось решение запустить ГАЗ-3102 в массовое производство. Однако у завода не было на это средств. Машины, хоть и имели общую родословную, отличались не только внешними панелями, но и остовами кузова. ГАЗ-3102 имел совершенно иное переднее оперение в виде дополнительной поперечины под передком, обеспечивая опору своего длинного свеса. Это позволило применить иные брызговики моторного отсека, чья конструкция поддерживала моторный щит, не требуя распорных укосин. Сзади автомобили отличались расположением топливного бака. Традиционно, начиная ещё с автомобиля «Победа», он был расположен под багажником, а запасное колесо возилось в самом багажнике. Для ГАЗ-3102 его перенесли за задние сиденье, вне зоны деформации задка. Его место заняла специально штампованная корзина для запасного колеса и шофёрского инструмента. Такая компоновка была безопаснее, удобнее и эргономически рациональней, но её невозможно было реализовать на версиях универсала и каретах скорой помощи, а также была неудобна для установки газобаллонного оборудования. Если бы ГАЗ-3102 всё же пошла бы в массовое производство, то автомобили ГАЗ-31022 и ГАЗ-31023 (существующие в виде образцов опытно-промышленной партии, и позже собранных на заказ в штучном объёме) выпускались бы на резервной линии, не мешая основному производству седана. В этих условиях заводу пришлось на скорую руку создавать не один, а сразу два автомобиля — переодеть ГАЗ-24-10 в «новые» внешние панели, а также адаптировать ГАЗ-3102 для совместного выпуска на общем конвейере.
Поэтому ошибочно считать, что ГАЗ-31029 является версией ГАЗ-3102, оптимизированной для массового выпуска. По сути от ГАЗ-3102 достались лишь крыша, задние крылья и стенка. Всё остальное, напротив - сохранилось от ГАЗ-24-10: салон с тканевой обивкой и пластиковой панелью, передние барабанные тормоза, «висящий» на опоре капота радиатор (у ГАЗ-3102 он стоял на дополнительной поперечине) и мотор ЗМЗ-402.1 со стандартным зажиганием в блоке, литом под давлением (ГАЗ-3102 второй серии лишились форкамерного зажигания, но сохранили свои кокильные блоки).
При этом внешний и внутренний облик ГАЗ-31029 заметно удешевили в сравнении с ГАЗ-3102 и даже с ГАЗ-24-10. Машину лишили тех немногих элементов декорации, которые были на ГАЗ-3102 (сам автомобиль отображал моду второй половины 1970-х, когда различные бутафорские элементы уступили место строгим линиям и чистому контуру). Ушли молдинги порогов, шпаклёвка стыков крыши и задней стойки, хромированные орнаменты с именем автомобиля на крышке багажника и вентиляционной накладке на задней стойке уступили место пластиковым. Аналогичным образом, хромированные бамперы с резиновой вставкой уступили место матовому пластику. Внутри антибликовые конусообразные стёкла спидометра и комбинации приборов уступили место обычным. Изменились и сами приборы: крупные цветные линзы с пиктограммами заменили на отдельные лампочки с нарисованными рядом пиктограммами.
Новым в машине был лишь передок. Как уже отмечалось, его конструкции были совершенно разными для 24-10 и 3102, что не позволило использовать кузовную оснастку последнего. В условиях ограниченного финансирования, как признаются сами конструкторы, времени подбирать художественный образ не было, поэтому получился некий симбиоз прогресса и дешёвого автомобиля, который в народе быстро окрестили «Ослобыком». Прогресс заключался лишь в обтекаемой форме передка. Мировая мода на строго вертикальное оперение постепенно ушла в первой половине 1980-х. Более того, такая компоновка была смертельно опасной при наезде на пешехода, а острый угол служил естественным ограничением обзора водителя, особенно в тёмное время суток при езде по грунтовой дороге. Наконец, решение служило естественным аэродинамическим препятствием при езде на больших скоростях — поток воздуха разбивается, тормозя движение, и большая часть уходит под автомобиль, в то время как при обтекаемой передней части кузова воздух идёт вверх, толкая автомобиль вниз, тем самым обеспечивая устойчивость езды.

## Производство
Запуск в серию «Волги» 31029 весной 1992 года исторически совпал с распадом СССР и, так сказать, «ознаменовал» собой начало деятельности ОАО ГАЗ в качестве самостоятельного акционерного общества. С одной стороны, посвежевший экстерьер привлек к уже достаточно морально устаревшей «Волге» дополнительных покупателей, а также позволил предприятию устанавливать текущие отпускные цены новой модели «с учётом инфляционных ожиданий», то есть с опережением даже фактически наступившей тогда гиперинфляции.
Если экономические реформы, начатые перестройкой, сделали Волгу востребованной первоначально в качестве автомобиля для мелкого предпринимательства, то реформы правительства Ельцина — Гайдара потребовали полного пересмотра производства. Коматозное состояние сельского хозяйства и армии создало избыточное количество произведенных среднетоннажных грузовиков ГАЗ-3307 и ГАЗ-66, которых первое время навязывали дилерам в «нагрузку» к каждой продаваемой «Волге», пока их выпуск не был опущен до востребованных количеств. А спрос на отсутствующий на рынке LCV был астрономическим, и заказы на ГАЗ-31029 исполняли не только количеством, но и качеством. Какое-либо былое внимание к сборке пропало, как признается сам Носаков:

Завод (легковое производство) работал в три смены без выходных суббот несколько лет, и выпуск возрос с 65 до 124 тысяч в год. Конечно, были вопросы с качеством, сегодня никто это не отрицает, как раньше. И красили без грунта, и прочее. Краской для одной машины красили две. Было!
 — Владимир Никитич Носаков — бывший руководитель легкового производства ГАЗа
В результате за несколько лет былая репутация Волги окончательно просела. Особенно это сказалось на кузове, где сопряжение зазоров вообще игнорировалось, а качество металла и покраски приводило к тому, что уже после первой зимы машина обрастала коррозией.
Первоначальная комплектация ГАЗ-31029 практически не отличалась от ГАЗ-24-10: карбюраторный ЗМЗ-402.10, четырёхступенчатая КПП, разрезной мост, шкворенная передняя подвеска, рессорная задняя вкупе с барабанными тормозами. Но рыночная экономика и распад СССР положили конец каким-либо статусным ограничениям. Вместе с запуском ГАЗ-31029 «обновленный» ГАЗ-3102 стал также доступен в свободной продаже. В этом плане, ещё на ГАЗ-24-10, существовала изготавливавшаяся специально на заказ модель ГАЗ-24-10-051. От стандартной 24-10 она отличалась салоном и консолью ГАЗ-3102, некоторые комплектовались передними дисковыми тормозами, под капотом машина имела блок цилиндров, литым в кокили, некоторые экземпляры могли также иметь форкамерное зажигание. Поздние машины получили неразрезной, т. н. «чайковский» задний мост. Внешне такие модели подчеркивалась хромированной решеткой радиатора от старой ГАЗ-24, хромированными колпаками колес 3102. Эту традицию продолжила ГАЗ-31029-051, только, если тираж её предшественницы был незначителен и её дорабатывали уже на ПАМСе, то 051-е 29-е серийно предлагали за небольшую дополнительную плату.

## Модернизации

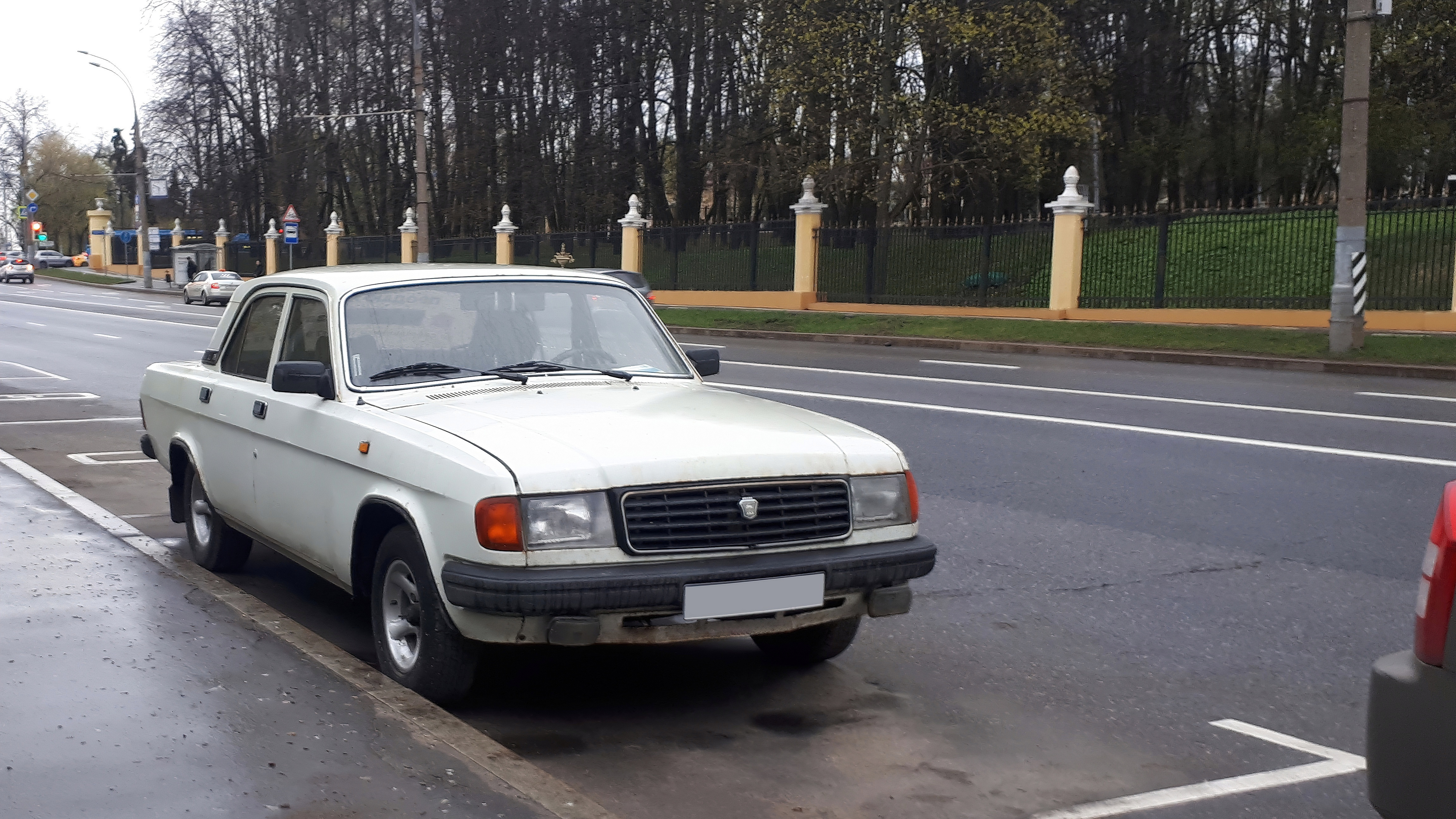

Несмотря на дешёвый статус машины и радикальные меры по её упрощению, проводились и постепенные модернизации. Ещё до начала выпуска ГАЗ перестал ставить карбюраторы К-126ГМ в пользу развёрнутого на ЛенКарЗе (позже — Пекар) массового выпуска карбюратора К-151. Вскоре появилась его модификация К-151С с распылителем эконостата в каждой камере. Увеличили сечение выпускного тракта, а на приемной трубе выхлопа появился искрогаситель. Под капотом появился новый датчик аварийного давления тормозной жидкости в самом бачке главного цилиндра. Ещё при запуске ГАЗ-3102 в передних углах окон передних дверей оставили нишу под регулируемые зеркала. В 1993 году они пошли в серию. Появились новые педали с противоскользящей поверхностью и мягкая, грушеообразная рукоятка рычага переключения передач.
Запустив в производство ГАЗ-31029 и обеспечив себе сбыт и прибыль, завод незамедлительно приступил к переоформлению своего производства под новые реалии. Как уже отмечалось, основная ставка была сделана на разработку легкого коммерческого автомобиля семейств «ГАЗель» и «Соболь». Одновременно уже шла ручная сборка первых серийных ГАЗ-3105, а её более простые варианты ГАЗ-3103 и ГАЗ-3104 были на завершающей стадии подготовки. Продолжался начатый в 1989 году процесс замены линейки грузовых автомобилей ГАЗ-52, ГАЗ-53 и ГАЗ-66 на модели ГАЗ-3307/3309 и ГАЗ-3308 (завершился в 1997 году).
Техническое задание на Газель появилось ещё в середине 1980-х, и СССР успел не только оплатить разработку кузовного профиля британской фирме IAD, но и заложить завод под будущее производство в Кировабаде (Азербайджан). Однако начавшийся в 1989 году карабахский конфликт привёл к тому, что многие строители и специалисты покинули беспокойный регион. Ещё до своего расформирования отраслевое министерство, понимая спрос на машину, решило перевести производство в Брянск. При СССР БАЗ выпускал ракетоносцы, но конец холодный войны привёл к простою его мощностей. Но распад Союза и упразднение отраслевых министерств опередили начало освоения новых машин на БАЗе, и последний министр автомпрома, ГАЗовец Николай Пугин забрал всю техническую документацию на машину и вернулся на свой родной завод.
К этому времени сам ГАЗ уже имел готовый проект нового поколения мотора и шасси на легковые автомобили ГАЗ-3103 и ГАЗ-3104. Конструкторское бюро скрестило их вместе и максимально унифицировало с существующими волговскими, что предопределило первоначальный успех данных массовых коммерческих моделей. В 1994 году состоялся дебют Газели, и автомобиль в одночасье перехватил спрос у ГАЗ-31029. До появления Газели ГАЗом был разработан «антикризисный» пикап ГАЗ-2304 «Бурлак», показанный на первом Московском международном автосалоне 1992 года, но так и не пошедший в серию.
Новая комплектация Газели, в той или иной степени, начала внедряться и на «Волгу». Одни узлы шли как опция (и как правило, стандарт на 051), другие — полностью заменив. В 1993 году появился задний мост с неразрезной балкой (часто ошибочно именуется Чайковским, хотя у ГАЗ-14 конструкция заднего моста совершенно иная), в 1994 — пятиступенчатая КПП и карданный вал с промежуточной опорой. Дисковые тормоза 051-й комплектации состояли из оппозитной схемы с дублирующим передним контуром, в 1995 году их заменили на тормоза с плавающей скобой (лицензия фирмы Lucas), а в 1996 они пошли серийно на всех ГАЗ-31029. Тогда же появилась опция установки гидроусилителя руля, основанная на традиционной, неинтегральной схеме. Но самым главным прорывом 1996 года был новый мотор ЗМЗ-4062.10 с двумя верхними распределительными валами и четырьмя клапанами на цилиндр, а также автоматической системой управления впрыском топлива и зажиганием.

## Конец выпуска
Лихорадочное переоформление производства, которое ГАЗу пришлось осуществить под новые реалии рыночной экономики, в которых и создавалась ГАЗ-31029, к середине десятилетия завершилось. Освоенную в июле 1994 года бортовую (тентованную) полуторку ГАЗ-3302 серии «ГАЗель» пополнили: грузопассажирский грузовик с двойной 6-местной кабиной ГАЗ-33023 «Фермер» (август 1995 года), цельнометаллический фургон (ЦМФ) ГАЗ-2705 (декабрь 1995), 8-местный (ГАЗ-3221) и 13-местный (ГАЗ-32213) микроавтобусы  (март 1996), автомобиль скорой помощи ГАЗ-32214 (июль 1996), а также 13-местная маршрутка ГАЗ-322132 (август 1996). Завершалась параллельная модернизация грузовиков 4-го поколения запуском моделей ГАЗ-3306 (1993), ГАЗ-3309 (конец 1994) и ГАЗ-3308 «Садко» (1997). Готовилось семейство легковых грузопассажирских автомобилей «Соболь» (1998). В создании новых автомобилей завод активно привлекал иностранных партнеров и закупал лицензии для дальнейших модернизаций. Стабилизировалась сама политическая и экономическая жизнь в стране, обеспечивая продукции стабильный спрос и рынок сбыта.
В середине 1990-х годов вернулись к вопросу легковых автомобилей, где ГАЗ встал перед большой дилеммой. С одной стороны, у завода лежали запылившиеся проекты ГАЗ-3103 и ГАЗ-3104, которые были серийно реализованы во флагмане ГАЗ-3105, но в масштабе всего 67 машин. Сами автомобили были современны по меркам конца 1980-х/начала 1990-х, но внешне их клиновидная рублена форма уже не выглядела новой на фоне моды обтекаемых линий середины 1990-х. Однако если художественный вопрос поиска новой формы был быстро решаем (и действительно, новые прототипы ГАЗ-3103 и ГАЗ-3104, похожие на Rover 75, с середины 1990-х активно показывались на выставках и салонах), то вопрос серийного освоения нового автомобиля в нужном качестве был намного сложнее. Учитывая, что техническая начинка машины оставалась неизменной с 1970-х годов, вся конвейерная линия со станками и другим оборудованием была, аналогичным образом, устаревшей. Требовались не только автоматизированные станки, но и квалифицированный персонал, способный на них работать, и соответствующий контроль качества, так как новый автомобиль должен был быть уже в прямой конкуренции с иностранными марками. Все это несомненно отразилась бы на цене автомобиля, которая стала бы соизмеримой со стоимостью новой иномарки.
Тем не менее, спрос на ГАЗ-31029 не падал. Несмотря на активный импорт иностранных автомобилей, ГАЗ-31029 занял очень прочную нишу — как простой и недорогой легковой автомобиль среднего класса. Даже его порой отвратительное качество сборки при грамотной антикоррозионной обработке и профилактическом обслуживании - позволяло обеспечить приемлемый ресурс. К тому же, многие автомоторные хозяйства, которые эксплуатировали «Волги» в СССР, будучи приватизированы, тем не менее сохранили ремонтную базу и навыки по узлам и агрегатам машины.
В этой ситуации ГАЗ принял критиковавшееся, но обоснованное решение: вместо сворачивания выпуска Волги в пользу нового автомобиля была в очередной раз модернизирована платформа, на которой строились ГАЗ-24/3102/24-10/31029. Результатом стал автомобиль ГАЗ-3110, сменивший на конвейере ГАЗ-31029 в начале 1997 года.

## Тюнинг
На базе ГАЗ-31029 развилась определённая прослойка тюнинговых, преимущественно нижегородских, фирм, занимавшихся улучшением данной модели как по техническим параметрам (от доводки ходовой части до установки импортных силовых агрегатов с инжекторными двигателями), так и повышением её комфортности (улучшение звукоизоляции, установка различных сервоприводов и систем кондиционирования), а также улучшением экстерьера.
- В 1995 году на Волгу устанавливался рядный двухлитровый четырёхцилиндровый шестнадцатиклапанный двигатель Rover мощностью 136 л. с. вместе с пятиступенчатой МКПП или АКПП. Чуть позже стала возможным установка восьмицилиндрового V-образного двигателя от внедорожника Land Rover Discovery (3,9 л, 185 л. с.).
- В 1997 году освоена установка двигателей марки «Toyota»: бензиновые четырёхцилиндровые 3RZ-FE (2,7 л, 152 л. с.) и шестицилиндровые 5VZ-FE (3,4 л, 178 л. с.) от Land Cruiser, а также турбодизель 2L-T (2,5 л, 92 л. с.) от седанов Cresta и Crown; спустя несколько лет также от этого японского производителя устанавливались бензиновые двигатели объёмом 2,7 (165 л. с.) и 3,0 л (255 л. с.), последний — только с АКПП[4].

## Модификации
- ГАЗ-31022 — 7-местный универсал с 5-дверным кузовом, выпускался в 1993—1998 гг., предшественник — ГАЗ-24-12, преемник — ГАЗ-310221;
- ГАЗ-31023 — автомобиль скорой помощи для одного больного на носилках и бригады из двух сопровождающих медиков (не считая водителя), выполнен на базе универсала 1993—1998 гг.; предшественник ГАЗ-24-13, преемник ГАЗ-310231;
- ГАЗ-2304 «Бурлак» — двухместный развозной пикап. Серийно не выпускался.
- ГАЗ-31029-330/331 — переходная модель к ГАЗ-3110